# Odontoschisma africanum
Odontoschisma africanum là một loài rêu tản trong họ Cephaloziaceae. Loài này được (Pearson) Sim miêu tả khoa học lần đầu tiên năm 1926.